# Lista comunelor din Mostaganem

Harta Algeriei cu provincia Mostaganem evidențiată

Din provincia Mostaganem fac parte următoarele comune:
- Abdelmalek Ramdane
- Achaacha
- Aïn Boudinar
- Aïn Nouïssy
- Aïn Sidi Cherif
- Aïn Tedles
- Bouguirat
- El Hassaine
- Fornaka
- Hadjadj
- Hassi Mameche
- Khadra
- Kheireddine
- Mansourah
- Mesra
- Mazagran
- Mostaganem
- Nekmaria
- Oued El Kheir
- Ouled Boughalem
- Ouled Maallah
- Safsaf
- Sayada
- Sidi Ali
- Sidi Bellater
- Sidi Lakhdar
- Sirat
- Souaflia
- Sour
- Stidia
- Tazgait
- Touahria